# Hakanana
Hakahana es un suburbio de Windhoek, la capital de Namibia. El municipio está situado al norte de la ciudad entre los suburbios de Katutura, Wanaheda y Okuryangava. Su población es de 59.546 habitantes.
Hakahana fue también un antiguo distrito electoral en la región de Khomas, Namibia. En 2003, la circunscripción se dividió en la circunscripción de Tobias Hainyeko y la circunscripción de Moses//Garoëb. Hakahana significa "Apúrate" en Otjiherero.